# Маккистион, Даг
Дуглас Маккистион (англ. Doug McCuistion) — американский учёный, занимал пост руководителя программы НАСА по исследованию Марса — Mars Exploration Program (вышел на пенсию в марте 2012 года). В настоящий момент[когда?] работает частным консультантом в компании Stinger Ghaffarian Technologies (SGT).

## Награды
- медаль НАСА «За исключительные достижения» (дважды);
- Похвальная медаль Военно-морского флота (дважды);